# Nawarin (Schiff, 1895)
Die Nawarin (russisch Наварин) war ein Schlachtschiff (Einheitslinienschiff) der Kaiserlich Russischen Marine. Der Bau des aus der britischen Trafalgar-Klasse entwickelten Schiffes begann 1889 auf der Galerny-Werft/Neuen Admiralitätswerft in Sankt Petersburg. Der Stapellauf erfolgte am 20. Oktober 1891, und 1896 kam das Schiff in Dienst.
1904 gehörte die Nawarin zu den nach Ostasien entsandten Schiffen der Baltischen Flotte. In der Nacht nach der Seeschlacht bei Tsushima wurde sie von japanischen Zerstörern torpediert und sank. Nur drei Überlebende konnten geborgen werden.

## Baugeschichte
Die Nawarin war das erste russische Linienschiff mit der für die Zeit typischen Auslegung von einem Bug- und Heck-Doppelturm für die Hauptartillerie. Als Vorbild dienten die britischen Schlachtschiffe der Trafalgar-Klasse und ihre Vorläufer. Sie blieb in der russischen Flotte ein Einzelschiff.
Der Rumpf des Schiffes hatte 93 Spanten und sechs Hauptabteilungen, neun wasserdichte Schotten und einen Doppelboden zwischen den Spanten 20 und 76. Zwei Längsschotten zwischen den Spanten 31 und 65 sicherten zusätzlich die lebenswichtigen Einrichten des Schiffes. Die Compoundpanzerung war 69,5 m lang und 2,13 m hoch und bis zu 400 mm dick, verringerte sich aber auf den Enden zu einer Stärke von 300 mm. Über dem Gürtelpanzer gab es einen weiteren Panzerschutz um die Kasematten mit einer maximalen Stärke von 300 mm bei 49,3 m Länge und 2,4 m Höhe. Die Türme waren auch 300 mm stark gepanzert, bei einer Deckenstärke von 50 mm.
Die Hauptbewaffnung bestand aus vier 30,5-cm-L/35-Kanonen, die von den Obuchow-Werken in Sankt Petersburg hergestellt wurden. Daneben waren zwölf 15,2-cm-L/35-Kanonen vom selben Hersteller als Mittelartillerie in Kasematten aufgestellt. Die Torpedobootsabwehr bestand aus 4,7-cm- und 3,7-cm-Geschützen, die in französischer Lizenz in Russland hergestellt worden waren. Dazu erhielt das Linienschiff noch sechs 38,0-cm-Torpedorohre im Bug, Heck und je zwei pro Seite. Wie jedes russische Schiff dieser Größe hatte sie auch zwei Landungsgeschütze der Bauart Baranowski.
Den Antrieb besorgten zwei Verbunddampfmaschinen mit dreifacher Dampfdehnung, die von zwölf Zylinderkesseln mit Dampf versorgt wurden. Die kohlegefeuerten Kessel erzeugten bis zu 14,6 atm. Druck. Sie waren in vier Kesselräumen angeordnet, die jeweils einen eigenen Schornstein hatten, was zu dem charakteristischen Aussehen des Schiffes mit zwei Schornsteinen hinter- und nebeneinander führte.

## Einsatzgeschichte
Der Stapellauf des Schiffes fand am 64. Jahrestag der namengebenden Schlacht von Navarino statt, in der ein britisch-französisch-russisches Geschwader die ägyptisch-türkische Flotte vernichtet und so die Unabhängigkeit Griechenlands mit ermöglicht hatte. Am 5. Oktober 1893 lief die Nawarin zu ersten Tests aus. Auch bei den nächsten Testfahrten im Juli 1894 war das Schiff nicht fertiggestellt, es fehlten Teile der Panzerung und der Bewaffnung. Bei der zweitägigen Testfahrt wurden festgestellt, dass die Maschinenleistung unzureichend war. Nach verschiedenen Änderungen begannen am 29. September 1894 erneut Tests, bei denen die Nawarin 16,3 Knoten bei 10.107 Tonnen Verdrängung erreichte. Die Verdrängung lag etwa 700 t über der Planung und reduzierte den ohnehin geringen Freibord weiter. Am 10. November erfolgte einen Dauertest bei dem eine Maschinenleistung von 9.194 PSi und eine Geschwindigkeit von 15,85 Knoten im verkürzten Sechs-Stunden-Test erreicht wurde, als Spitzengeschwindigkeit wurden 16,14 Knoten gemessen. Am 12. September 1895 begann der Abnahmetest.

### Einsatz im Mittelmeer
Am 10. Mai 1896 setzte der Admiral Pawel Andrejew, der neue Kommandeur des russischen Mittelmeergeschwaders, seine Flagge auf der Nawarin. Mit 616 Offizieren und Matrosen an Bord sollte das Linienschiff jetzt in das Mittelmeer verlegen. Am 7. Juli 1896 erreichte die Nawarin Kiel und lief dann über Kristiansand und Portland bis zum 27. Mai nach Cádiz.

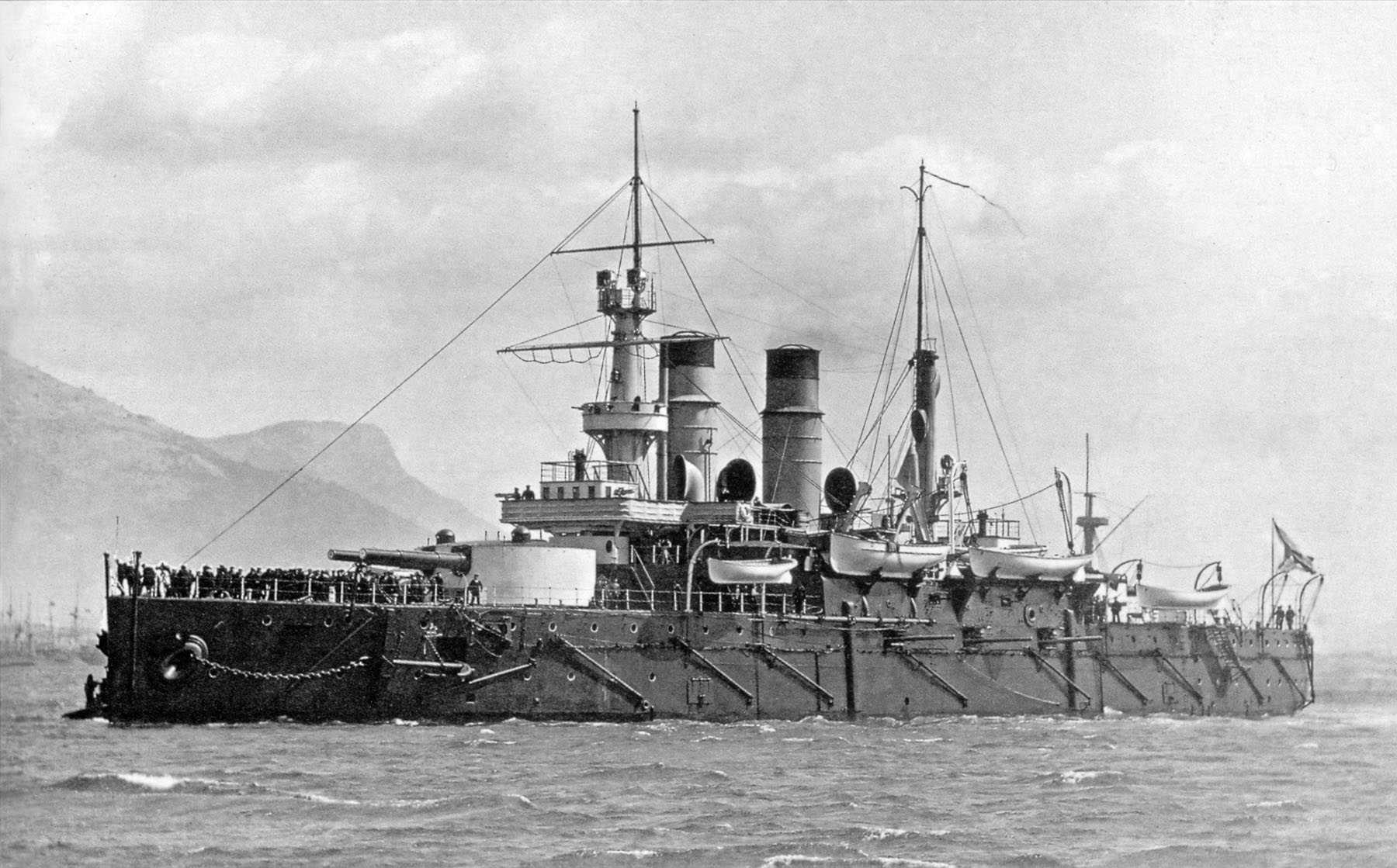
Die Sissoi Weliki 1897 im Mittelmeer

Über Algerien lief die Nawarin bei schwerem Sturm weiter nach Piräus. Von dort erfolgte der erste Einsatz am 10. September 1896 in der Bucht von Mersin an der südanatolischen Küste, ehe sie nach fünf Tagen wieder nach Piräus zurückkehrte, wo sie bis zum 13. Oktober blieb, um dann in die Bucht von Chania zu gehen und dort bis zum 3. November Übungen mit den mittleren und leichten Waffen durchzuführen. Über Smyrna, wo sie vom 6. November bis 12. Dezember verblieb, kehrte sie wieder nach Piräus zurück.
Das Schiff besuchte Anfang 1897 die Insel Poros und gehörte dann zu den internationalen Seestreitkräften vor Kreta während des Türkisch-Griechischen Krieges nach der Landung griechischer Truppen am 15. Februar 1897 auf Kreta. Ein Komitee der kommandierenden Admirale Großbritanniens, Frankreichs, Russlands und Italiens organisierte den sich bildenden selbständigen kretischen Staat und führte anfangs eine Teilung der Insel in Zonen herbei, wobei die Schutzmächte von den von ihnen kontrollierten Küstenbereichen aus auch das Hinterland sichern wollten. Die Briten verwalteten die Präfektur von Heraklion, die Russen Rethymno, die Franzosen Lasithi und Sitia und die Italiener Chania und Sfakia.
Auf dem ebenfalls vor Kreta eingesetzten russischen Linienschiff Sissoi Weliki explodierte am 3. März der hintere Geschützturm, und das Schiff ging nach Toulon zur Reparatur. Zur Verstärkung traf noch das Linienschiff Imperator Nikolai I vor Kreta ein. Da die Nawarin wegen starken Bewuchses am Schiffskörper nur noch mühsam 12 kn erreichte, ging sie zum 1. Juli 1897 nach Pula ins Dock.

### Erster Einsatz in Ostasien 1898–1901

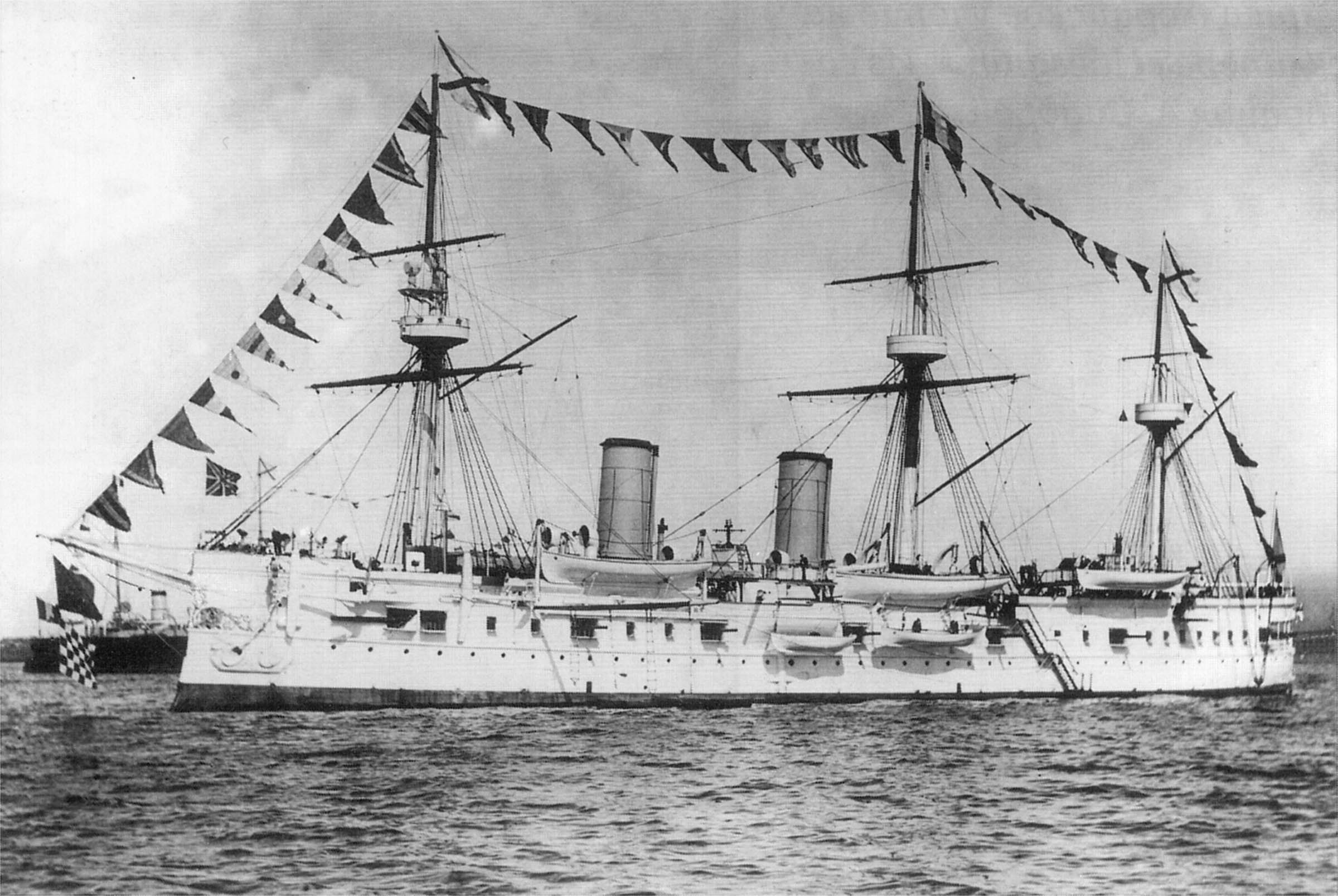
Die zeitgleich in Ostasien eingesetzte Dmitri Donskoi

Im Dezember 1897 beschloss die russische Regierung, Linienschiffe in den Fernen Osten zu entsenden. Weil schon im Mittelmeer sollten die Nawarin und die Sissoi Weliki, die im Dezember aus Toulon die Reise nach Ostasien antrat, dorthin verlegen, ehe Neubauten folgen sollten. Gleichzeitig wurden der fast neue Panzerkreuzer Rossija und der alte Kreuzer Wladimir Monomach aus der Ostsee nach Ostasien entsandt. Im Januar 1898 startete die Nawarin mit 608 Mann Besatzung in Griechenland. In Port Said erhielt sie nicht ausreichend Vorräte, so dass sie in Aden nochmals Kohlen und Wasser übernehmen musste, um Colombo erreichen zu können. Am 29. Januar 1898 holte sie die Sissoi Weliki ein, und sie liefen gemeinsam bei großer Hitze weiter. Die Nawarin erwies sich für diese Bedingungen als recht ungeeignet. In Colombo pausierten sie fünf Tage. Dann setzten sie die Reise mit den Kreuzern Deutschland und Gefion der im Ausmarsch nach Ostasien befindlichen 2. Division des deutschen Kreuzergeschwaders unter Prinz Heinrich von Preußen, dem Bruder des Kaisers Wilhelm II., am 3. Februar bis zur Straße von Malakka fort, wo die Russen Penang anliefen, während die Deutschen nach Singapur gingen. Nach der Kohlenübernahme liefen die russischen Schiffe am 15. über Singapur (17.) weiter nach Hongkong. Sie trafen dabei am 20. Februar kurz mit dem auf dem Marsch in die Heimat befindlichen Panzerkreuzer Admiral Nachimow zusammen. Nach wenigen Tagen Aufenthalt dort ging die Nawarin nach Port Arthur, das am 16. März erreicht wurde. Der neue Stützpunkt bot allerdings für die Versorgung des pazifischen Geschwaders keine ausreichenden Bedingungen. Dazu waren die Schiffe auf Wladiwostok und das japanische Nagasaki angewiesen. Im August mussten vermutlich wegen einer Lebensmittelvergiftung etliche Offiziere der Nawarin in ein Krankenhaus in Nagasaki; ein Ingenieur starb. Von dort ging das Schiff über Pusan nach Wladiwostok.
Am 28. Mai 1900 brachte die Nawarin russische Teile des internationalen Expeditionskorps nach Taku, das in China die Interessen der europäischen Mächte während des Boxeraufstandes wahren sollte. Eine russische Einheit, zu der 71 Mann der Nawarin gehörten, verteidigte das Gesandtschaftsviertel in Peking. Das Schiff blieb während des Boxeraufstandes bei den internationalen Verbänden vor China und verlegte im September mit Teilen von diesen nach Shanghai.
Da inzwischen die Linienschiffe der Petropawlowsk-Klasse nach Ostasien verlegt hatte und weitere Neubauten dorthin verlegt werden sollten, verließ die Nawarin am 12. Dezember 1901 Port Arthur in Richtung Libau, das sie am 22. April 1902 erreichte, um überholt und modernisiert zu werden. Diese Reise wurde wieder zusammen mit der Sissoi Weliki durchgeführt. Gleichzeitig wurden die alten Kreuzer Wladimir Monomach und Dmitri Donskoi aus Ostasien abgezogen.
Eine eingehende Untersuchung der beiden aus Ostasien heimgekehrten alten Linienschiffe im Winter 1902/1903 ergab einen erheblichen Nachrüstungbedarf. Die Arbeiten an der Nawarin wurden aber erst für 1905 vorgesehen, und sie diente in der Ostsee als Artillerieschulschiff. Nach Ausbruch des Russisch-Japanischen Krieges erfolgten dann doch einige Umbauten, da sie mit anderen Einheiten der Baltischen Flotte zur Verstärkung des Geschwaders in Port Arthur nach Ostasien verlegt werden sollte. Wichtigste Änderung war der Einbau einer Funkanlage, auch die Kessel wurden überholt, und vier der 4,7-cm-Kanonen über der Mittelartilleriekasematte wurden durch 7,6-cm-Canet-Schnellfeuergeschütze ersetzt. Zwei der ersetzten 4,7-cm-Kanonen wurden auf den Türmen installiert. Die 3,7-cm-Kanonen in den Gefechtsmarsen wurden durch Maschinengewehre ersetzt. Der geplante Ersatz der Mittelartillerie durch modernere Schnellfeuergeschütze unterblieb. Der Abmarsch nach Ostasien verzögerte sich jedoch; die Schiffe der geplante 2. Division sammelten sich in Reval, wo sie erst im September vom Zaren Nikolaus II. besichtigt wurden.

### Einsatz und Verlust im Russisch-Japanischen Krieg
Nach einer letzten Vorratsergänzung verließ die Nawarin am 15. Oktober 1904 in der von Admiral Dmitri Gustawowitsch von Fölkersahm befehligten 2. Division des sogenannten „Zweiten russischen Pazifikgeschwaders“ Libau in Richtung Asien. Ihr Kommandant war der Kapitän 1. Ranges Baron Bruno von Vietinghoff (1849–1905). Die Division bildeten, neben der Nawarin, Osljabja als Flaggschiff, Sissoi Weliki und der alte Panzerkreuzer Admiral Nachimow. Das 2. Pazifikgeschwader sollte das in Port Arthur eingeschlossene 1. Pazifische Geschwader entsetzen, dessen Ausbruchsversuch nach Wladiwostok in der Schlacht im Gelben Meer gescheitert war und das etliche Schiffe durch Internierung in neutralen Häfen verloren hatte.
Am 2. Oktober trennte sich das Geschwader in Tanger, Fölkersahm stieg auf die Sissoi Weliki um und lief mit einem Teil der Flotte (Nawarin, Swetlana, Schemtschug, Almas und etliche Hilfsschiffe) durch das Mittelmeer, während der Hauptteil der Flotte Afrika umrundete und schließlich Nosy Be (Madagaskar) anlief. Dort blieb das Geschwader elf Wochen. Die Abteilung Fölkersahm lief durch das Mittelmeer, erhielt noch Hilfsschiffe von der Schwarzmeerflotte, passierte am 12./13. Dezember den Sueskanal und lief über Dschibuti nach Madagaskar. Inzwischen hatte die Japaner Port Arthur erobert und das neue Ziel des Zweiten Pazifikgeschwaders war Wladiwostok. Bei den Verbandsübungen vor Madagaskar zeigte sich, dass die alten Schiffe der 2. Division artilleristisch den neuen Einheiten der Borodino-Klasse nicht nachstanden.
Anfang März lief das Geschwader dann über den Indischen Ozean bis zum 14. April 1905 nach Französisch-Indochina, wo das Eintreffen der inzwischen entsandten 3. Division unter Konteradmiral Nikolai Iwanowitsch Nebogatow mit weiteren älteren Schiffen (u. a. die Küstenpanzerschiffe der Admiral-Uschakow-Klasse) abgewartet wurde. Am 9. Mai verließ das russische Geschwader unter Admiral Sinowi Petrowitsch Roschestwenski seinen letzten Versammlungsort, die Cam Ranh Bay in Vietnam, und plante, durch die Koreastraße nach Wladiwostok zu marschieren.
Am Morgen des 27. Mai entdeckten die Russen im dichten Nebel den japanischen Kreuzer Izumi, der das anmarschierende Geschwader beobachtete, das seinen Marsch in die Meerenge von Tsushima fortsetzte. Nach dem Mittag griff die schon in der Nacht durch ein Hilfsschiff alarmierte japanische Flotte unter Admiral Tōgō an, die ihr Feuer auf die voranlaufenden Linienschiffe der Borodino-Klasse konzentrierte. Als erstes russisches Linienschiff sank allerdings das Flaggschiff der 2. Division, die Osljabja. Während des Gefechts erhielt die Nawarin zumindest einen schweren Treffer, zumal die alten Linienschiffe durch den Ausfall anderer Einheiten in der Schlachtlinie aufrückten. Bei dem Versuch, die stark beschädigte Knjas Suworow zu unterstützen, erhielt sie weitere Treffer, und ihr Kommandant Vietinghoff wurde schwer verwundet.
Gegen 22:00 Uhr erhielt die Nawarin einen Torpedotreffer durch japanische Zerstörer. Die Besatzung kämpfte noch vier Stunden gegen das eindringende Wasser, ehe das alte Linienschiff nach einem weiteren Torpedotreffer kenterte und sank. Von den 681 Mann an Bord konnten nur drei Seeleute zwei Tage später durch einen japanischen Zerstörer und einen britischen Dampfer gerettet werden.